# 印山町
印山町是台灣日治時期台北州基隆市的一個町，町名來自在當地開山闢地的日本內地人「印山剛順」。昭和6年（1931年）10月實施町名改正之後，屬於天神町西半部，約等於今仁愛區虹橋、水錦里。

## 町內設施
- 基隆天滿宮社（現南靈宮）